# 20018 Paulgray
20018 Paulgray è un asteroide della fascia principale avente un diametro di 4,450 km e un'albedo pari a 0,204. Scoperto nel 1991, presenta un'orbita caratterizzata da un semiasse maggiore pari a 2,3054307 au e da un'eccentricità di 0,1582301, inclinata di 5,32769° rispetto all'eclittica. Ha un periodo di rotazione di circa sette ore e mezza.
Fa parte della famiglia di asteroidi Flora.
L'asteroide è dedicato all'astronomo amatoriale canadese Paul Michael Gray.